# Fryderyk Grabowski
Friedrich Johann Grabowski (spotyka się też wersję nazwiska: Grabowsky) (ur. 27 stycznia 1857 w Olecku, zm. 20 stycznia 1929 we Wrocławiu) – niemiecki biolog i speleolog, dyrektor wrocławskiego zoo w okresie 18 marca 1901 – 20 stycznia 1929 (z przerwą w okresie 1921-1927).
Odbył dwie duże przyrodnicze wyprawy badawcze: w 1880 badał Indie, Cejlon i Borneo, a w 1886-1887 Nową Gwineę. Oprócz prac i zbiorów przyrodniczych prowadził też w ich trakcie obserwacje etnologiczne. Od 1891 r. pracował w Muzeum Historii Naturalnej w Brunszwiku. W 1901 r. objął stanowisko dyrektora wrocławskiego Zoo. Po likwidacji Zoo z powodów finansowych w 1921, Grabowski działał w celu jego reaktywacji w 1927 r., zostając ponownie dyrektorem. Jego głównym polem badawczym była botanika, ale prowadził też badania zoologiczne, w tym ornitologiczne. W 1901 został członkiem Leopoldiny
Wykaz taksonów nazwanych nazwiskiem Grabowskiego:
- Solanaceae: Grabowskia ameghinoi Speg. -- Nov. Add. Fl. Patag. ii. (1902), repr. 48.
- Solanaceae Grabowskia boerhaaviaefolia Kuntze -- Revis. Gen. Pl. 3, pt. 2: 221. 1898
- Solanaceae Grabowskia geniculata C.L.Hitchc. -- Ann. Missouri Bot. Gard. 19: 331. 1932
- Solanaceae Grabowskia glauca I.M.Johnst. -- Contr. Gray Herb. 85: 112. 1929
- Solanaceae Grabowskia megalosperma Speg. -- Nov. Add. Fl. Patag. ii. (1902), repr. 46.
- Solanaceae Grabowskia schizocalyx Dammer -- Meded. Rijks-Herb. 29: 22. 1916
- Solanaceae Grabowskia sodiroi Bitter -- Abh. Naturwiss. Vereine Bremen 23: 120. 1914
- Solanaceae Grabowskia spegazzinii Dusén -- Ark. Bot. 7, no. 2: 33, pl. 4, 8. 1907
- Araceae Cryptocoryne grabowskii Engl. -- in Engl. Jahrb. xxv. 28.
- Araceae Homalomena grabowskii Engl. -- in Engl. Pflanzenreich, *Arac. Homalomen. -Schismatoglott 45 (1912).
- Araceae Piptospatha grabowskii Engl. -- in Engl. Pflanzenreich, *Arac. -Homalomen.-.Schismatoglott. 125 (1912).
- Araceae Rhynchopyle grabowskii Engl. -- in Engl. Jahrb. xxv. 20.
- Araceae Schismatoglottis grabowskii Engl. -- in Engl. *Pflanzenreich, Arac. -Homalomen.-Schismatoglott. 121 (1912).